# Villas de la Laguna
Villas de la Laguna är en ort i Mexiko, tillhörande kommunen Zumpango i delstaten Mexiko. Villas de la Laguna ligger i den centrala delen av landet och tillhör Mexico Citys storstadsområde. Orten hade 4 024 invånare vid folkräkningen 2010.